# 川崎 (津山市)
川崎（かわさき）は、岡山県津山市にある地名。郵便番号は708-0841。

## 地理
西に吉井川、東・南に加茂川が流れ、両河川が南西端で合流する。国道53号の左右はエディオンやマルイなどの商店が並ぶ商業地域である。

### 河川
- 吉井川
- 加茂川

## 歴史

### 沿革
- 1889年6月1日 - 町村制施行により、東南条郡川崎村が同郡林田村、野介代村と合併、林田村となり、川崎村は大字川崎となり、同村の役場が置かれる。
- 1900年4月1日 - 東南条郡が東北条郡、西西条郡、西北条郡と合併し、苫田郡となる。
- 1923年4月1日 - 苫田郡林田村が町制・改称、津山東町となる。
- 1929年2月11日 - 苫田郡津山東町が同郡津山町、院庄村、西苫田村、二宮村、久米郡福岡村と合併・市制により、津山市となる。

## 世帯数と人口
2021年（令和3年）1月1日現在の世帯数と人口は以下の通りである。
| 町丁 | 世帯数    | 人口    |
| ---- | --------- | ------- |
| 川崎 | 1,448世帯 | 2,754人 |

## 小・中学校の学区
市立小・中学校に通う場合、学区は以下の通りとなる。
| 番地                     | 小学校             | 中学校               |
| ------------------------ | ------------------ | -------------------- |
| 兼田・上兼田・川崎・太田 | 津山市立林田小学校 | 津山市立津山東中学校 |
| 玉琳・東松原・古林田     | 津山市立林田小学校 | 津山市立中道中学校   |

## 交通

### 鉄道
- JR姫新線/因美線 東津山駅

### 道路
- 国道53号（国道179号、国道429号との重複区間）
- 岡山県道345号上横野兼田線
- 岡山県道350号西吉田川崎線

## 施設
- 津山市立林田小学校
- エディオン津山本店
- マルイイーストランド店
- 大成製紙
- イナバ化粧品店 - B'zの稲葉浩志の実家。津山市内の観光スポットのひとつ。
- 津山警察署東津山交番
- 中国銀行津山東支店
- ブックセンターコスモ津山店